# Cantone di Ribeauvillé
Il Cantone di Ribeauvillé era un cantone francese dell'arrondissement di Ribeauvillé.
A seguito della riforma approvata con decreto del 21 febbraio 2014, che ha avuto attuazione dopo le elezioni dipartimentali del 2015, è stato soppresso.

## Composizione
Comprendeva i comuni di
- Bergheim
- Guémar
- Hunawihr
- Illhaeusern
- Ostheim
- Ribeauvillé
- Rodern
- Rorschwihr
- Saint-Hippolyte
- Thannenkirch